# Galaktikus cserépgyógyász
A Galaktikus cserépgyógyász (Galactic Pot-Healer) egy 1969-ben megjelent sci-fi regény Philip K. Dick tollából. A regény sokak szerint Dick egyik legfurcsább és egyben legrövidebb története. Főszereplője egy Joe Fernwright nevezetű keramikus, akinek munkája a jövőben már feleslegessé vált. A regény központjában leginkább filozófiai kérdések állnak. Dick az autoritarizmust és a fatalizmust boncolgatja, valamint az élet értelmét kutattatja szereplőivel.
Dick 1966-ban írt egy gyermekeknek szánt könyvet is, mely a Galaktikus cserépgyógyász világában játszódott. Ez lett a végül 1988-ban – a szerző halála után hat évvel – kiadott Nick and the Glimmung. Magyarországon az Agave Könyvek adta ki a Galaktikus cserépgyógyászt 2008-ban, fordítója pedig Pék Zoltán volt.

## Történet
|  | Alább a cselekmény részletei következnek! |

A regény egy jövőbeli, sötét hangulatú Észak-Amerikában játszódik, főszereplője pedig a cserépgyógyász Joe Fernwright, aki elég neves szakembernek számít a szakmában. Azonban kevés dolgot készítenek már cserépből, így a műanyag korában rá már többé nincs szükség. Joe érzi ezt, és munkanélküliként éli depressziós mindennapjait. Egyedüli bevételi forrása a háborús veteránoknak járó segély. Egyetlen szórakozása, hogy részt vesz egy – az egész világra kiterjedő – telefonon keresztül játszható társasjátékban a barátaival. A játék lényege, hogy külföldi könyvek hibás angol címfordításaiból kell rájönni, melyik regényt is takarta a rosszul fordított cím.
Joe-t egy isteni hatalommal felruházott idegen entitás keresi fel jelenés formájában, aki magát csak „Glimmung”-nak nevezi. Glimmung a hozzá hasonló tehetséges, de kirekesztett, elfeledett szakmák mestereiből hoz össze egy csoportot a Szírius 5-ön. Embereken kívül megtalálható a csoportban a galaxis több létformája is. Glimmung egy ősi katedrálist szeretne újjáépíteni, mely a tenger alá süllyedt. Eközben Glimmung folyamatosan „küzd” a kalend nevű prekognitív teremtmények ellen, kik jövőbelátó képességüket újságírásra használják fel, és már előre megírják egy – bővülő, állandóan változó szövegű és különböző nyelvű – könyvben, hogy mik várhatóak az elkövetkező időben. Glimmung arra kényszerül, hogy folytassa a hiábavaló küzdelmet még akkor is, amikor a kalendek elkövetnek egy hibát.
A történek csúcspontján Glimmung csatlakozásra szólítja fel a csoport tagjait, hogy váljanak az ő részévé. Joe és egy nevén nem nevezett idegen társa utasítják vissza egyedül az ajánlatot. Joe több lehetőség közül is választhat Glimmung és szerelme, Mali halála után. Visszatérhet a Földre, de ezt elveti, mert ott körözi őt a rendőrség. Egy idegen felajánlja neki a saját hazáját új lakhelyül, de akár Mali bolygójára is utazhatna. Ő végül a Szírius 5-ön marad, és barátja tanácsára elkészít egy saját edényt a Glimmungtól kapott műhelyében. Joe szerint a munkája eredménye egy „pocsék” edény.   
|  | Itt a vége a cselekmény részletezésének! |

## Magyarul
- Galaktikus cserépgyógyász; ford. Pék Zoltán; Agave Könyvek, Bp., 2008